# Holoteleia indica
Holoteleia indica är en stekelart som först beskrevs av Mani 1975.  Holoteleia indica ingår i släktet Holoteleia och familjen Scelionidae. Inga underarter finns listade i Catalogue of Life.